# George Stanhope, VI conte di Chesterfield
George Stanhope, VI conte di Chesterfield (Bretby, 23 maggio 1805 – Londra, 1º giugno 1866), è stato un nobile e politico inglese.

## Biografia
Era il figlio di Philip Stanhope, V conte di Chesterfield, e di sua moglie, Lady Henrietta Thynne, figlia di Thomas Thynne, I marchese di Bath. Studiò a Eton e Christ Church di Oxford.

## Carriera politica
Successe al padre nella contea nel 1815, all'età di dieci anni e successivamente preso il suo posto nella Camera dei lord come deputato Tory. Ha servito brevemente Sir Robert Peel come Master of the Buckhounds dal dicembre 1834 all'aprile 1835 ed è stato giurato del Privy Council nel dicembre del 1834.

## Corse di cavalli
Lord Chesterfield aveva una grande passione per le corse dei cavalli. Anche se ha avuto un certo successo sul tappeto erboso, vincendo il "Oaks" due volte, le sue vittorie non erano abbastanza frequenti per pagare la stringa di grandi dimensioni dei cavalli che aveva in formazione o per finanziare il suo stile di vita.

## Matrimonio
Sposò, il 30 novembre 1830, Lady Anne Elizabeth Weld-Forester, figlia di Cecil Weld-Forester, I barone di Forester, e di Lady Mary Katherine Manners. Ebbero due figli:
- George Stanhope, VII conte di Chesterfield (28 settembre 1831-1º dicembre 1871)
- Lady Evelyn Stanhope (3 novembre 1834-25 gennaio 1875), sposò, il 5 settembre 1861, Henry Herbert, IV conte di Carnarvon, ebbero quattro figli.

## Morte
Morì nel giugno del 1866, a 61 anni, a Londra. Venne sepolto l'8 giugno 1866 a Bretby, Nottinghamshire. La contessa morì nel luglio del 1885, all'età di 82 anni.

## Ascendenza
|                                           |                                     |                                       | Genitori                                           |  |  | Nonni |  |  | Bisnonni         |  |  | Trisnonni        |  |
|                                           |                                     |                                       |                                                    |  |  |       |  |  | Michael Stanhope |  |  | Charles Stanhope |  |
|                                           |                                     |                                       |                                                    |  |  |       |  |  | Michael Stanhope |  |  | Charles Stanhope |  |
|                                           |                                     | Frances Topp                          |                                                    |  |  |       |  |  | Michael Stanhope |  |  |                  |  |
| Arthur Charles Stanhope                   |                                     |                                       |                                                    |  |  |       |  |  | Michael Stanhope |  |  |                  |  |
|                                           |                                     | Penelope Lovell                       | Salathiel Lovell                                   |  |  |       |  |  |                  |  |  |                  |  |
|                                           |                                     | Penelope Lovell                       | Salathiel Lovell                                   |  |  |       |  |  |                  |  |  |                  |  |
|                                           |                                     | Penelope Lovell                       | Mary Lovell                                        |  |  |       |  |  |                  |  |  |                  |  |
| Philip Stanhope, V conte di Chesterfield  |                                     | Penelope Lovell                       |                                                    |  |  |       |  |  |                  |  |  |                  |  |
|                                           |                                     | Charles Headlam                       | …                                                  |  |  |       |  |  |                  |  |  |                  |  |
|                                           |                                     | Charles Headlam                       | …                                                  |  |  |       |  |  |                  |  |  |                  |  |
|                                           |                                     | Charles Headlam                       | …                                                  |  |  |       |  |  |                  |  |  |                  |  |
| Margaret Headlam                          |                                     | Charles Headlam                       |                                                    |  |  |       |  |  |                  |  |  |                  |  |
|                                           |                                     | …                                     | …                                                  |  |  |       |  |  |                  |  |  |                  |  |
|                                           |                                     | …                                     | …                                                  |  |  |       |  |  |                  |  |  |                  |  |
|                                           |                                     | …                                     | …                                                  |  |  |       |  |  |                  |  |  |                  |  |
| George Stanhope, VI conte di Chesterfield |                                     | …                                     |                                                    |  |  |       |  |  |                  |  |  |                  |  |
|                                           | Thomas Thynne, II visconte Weymouth | Thomas Thynne                         |                                                    |  |  |       |  |  |                  |  |  |                  |  |
|                                           | Thomas Thynne, II visconte Weymouth | Thomas Thynne                         |                                                    |  |  |       |  |  |                  |  |  |                  |  |
|                                           | Thomas Thynne, II visconte Weymouth | Mary Villiers                         |                                                    |  |  |       |  |  |                  |  |  |                  |  |
| Thomas Thynne, I marchese di Bath         | Thomas Thynne, II visconte Weymouth |                                       |                                                    |  |  |       |  |  |                  |  |  |                  |  |
|                                           |                                     | Louisa Carteret                       | John Carteret, II conte Granville                  |  |  |       |  |  |                  |  |  |                  |  |
|                                           |                                     | Louisa Carteret                       | John Carteret, II conte Granville                  |  |  |       |  |  |                  |  |  |                  |  |
|                                           |                                     | Louisa Carteret                       | Frances Worsley                                    |  |  |       |  |  |                  |  |  |                  |  |
| Henrietta Thynne                          |                                     | Louisa Carteret                       |                                                    |  |  |       |  |  |                  |  |  |                  |  |
|                                           |                                     | William Bentinck, II duca di Portland | Henry Bentinck, I duca di Portland                 |  |  |       |  |  |                  |  |  |                  |  |
|                                           |                                     | William Bentinck, II duca di Portland | Henry Bentinck, I duca di Portland                 |  |  |       |  |  |                  |  |  |                  |  |
|                                           |                                     | William Bentinck, II duca di Portland | Elizabeth Noel                                     |  |  |       |  |  |                  |  |  |                  |  |
| Elizabeth Bentinck                        |                                     | William Bentinck, II duca di Portland |                                                    |  |  |       |  |  |                  |  |  |                  |  |
|                                           |                                     | Margaret Harley                       | Edward Harley, II conte di Oxford e conte Mortimer |  |  |       |  |  |                  |  |  |                  |  |
|                                           |                                     | Margaret Harley                       | Edward Harley, II conte di Oxford e conte Mortimer |  |  |       |  |  |                  |  |  |                  |  |
|                                           |                                     | Margaret Harley                       | Henrietta Cavendish-Holles                         |  |  |       |  |  |                  |  |  |                  |  |
|                                           |                                     | Margaret Harley                       |                                                    |  |  |       |  |  |                  |  |  |                  |  |